# أندي لونش
أندي لونش (بالإنجليزية: Andy Lynch)‏ (3 مارس 1951 بغلاسكو في المملكة المتحدة - ) هو لاعب كرة قدم بريطاني في مركز الدفاع. لعب مع نادي سلتيك وهارت أوف ميدلوثيان ومونتريال مانيك ‏ وفيلادلفيا فيوري ‏ وKirkintilloch Rob Roy F.C. ‏ وRenfrew F.C. ‏ ونادي كوينز بارك وفيلادلفيا فيوُري ‏.

## وصلات خارجية
- أندي لونش على موقع قاعدة بيانات كرة القدم.إي يو (الإنجليزية)